# ایستگاه متروی فینچلی غربی
ایستگاه متروی فینچلی غربی (انگلیسی: West Finchley tube station) یکی از ایستگاه‌های خط شمالی متروی لندن است.
این ایستگاه که در ناحیه فینچلی قرار دارد در سال ۱۹۳۳ میلادی تأسیس شده است.

## نگارخانه

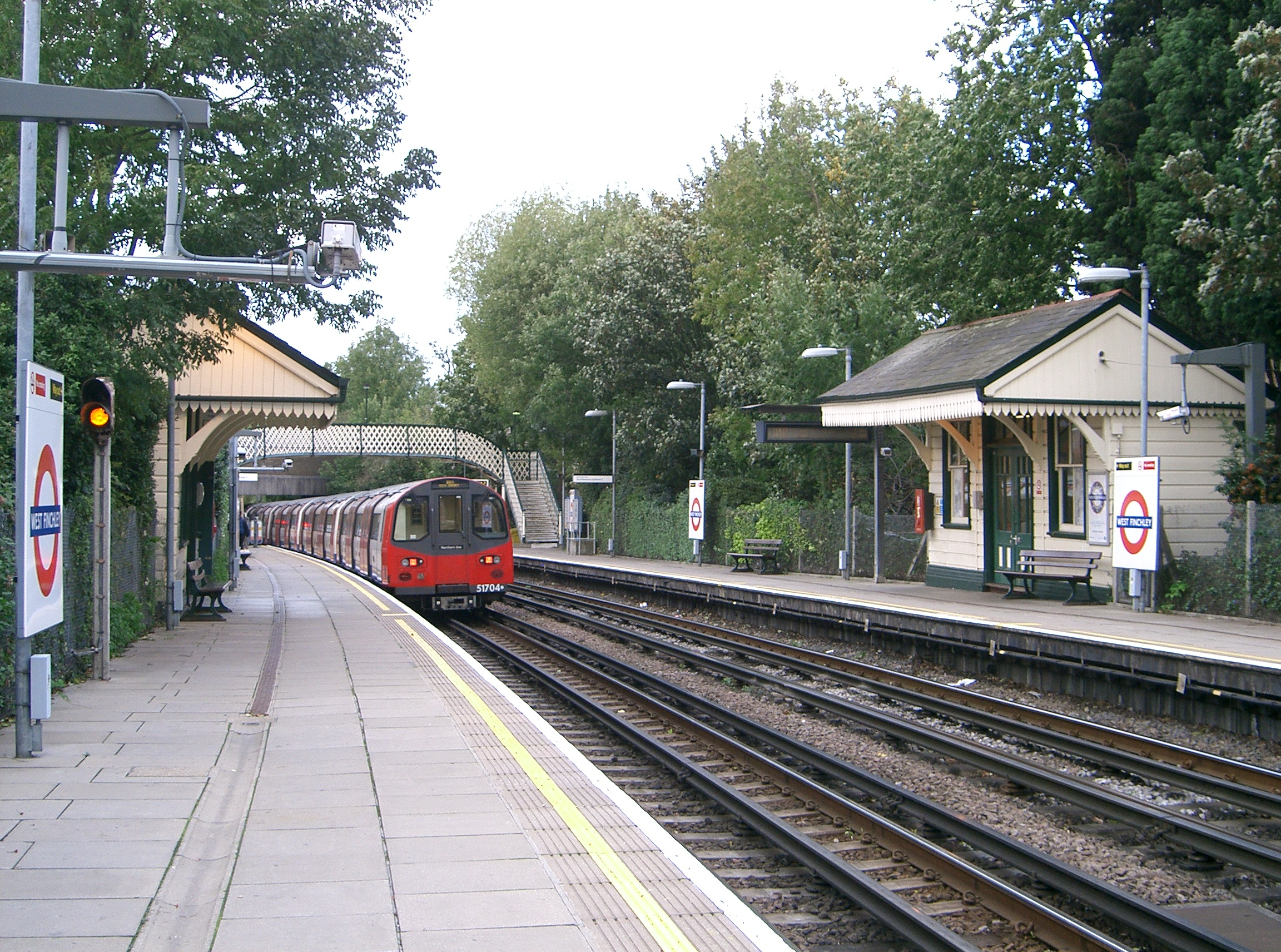
Northbound platform looking north with a Northern line train leaving the station
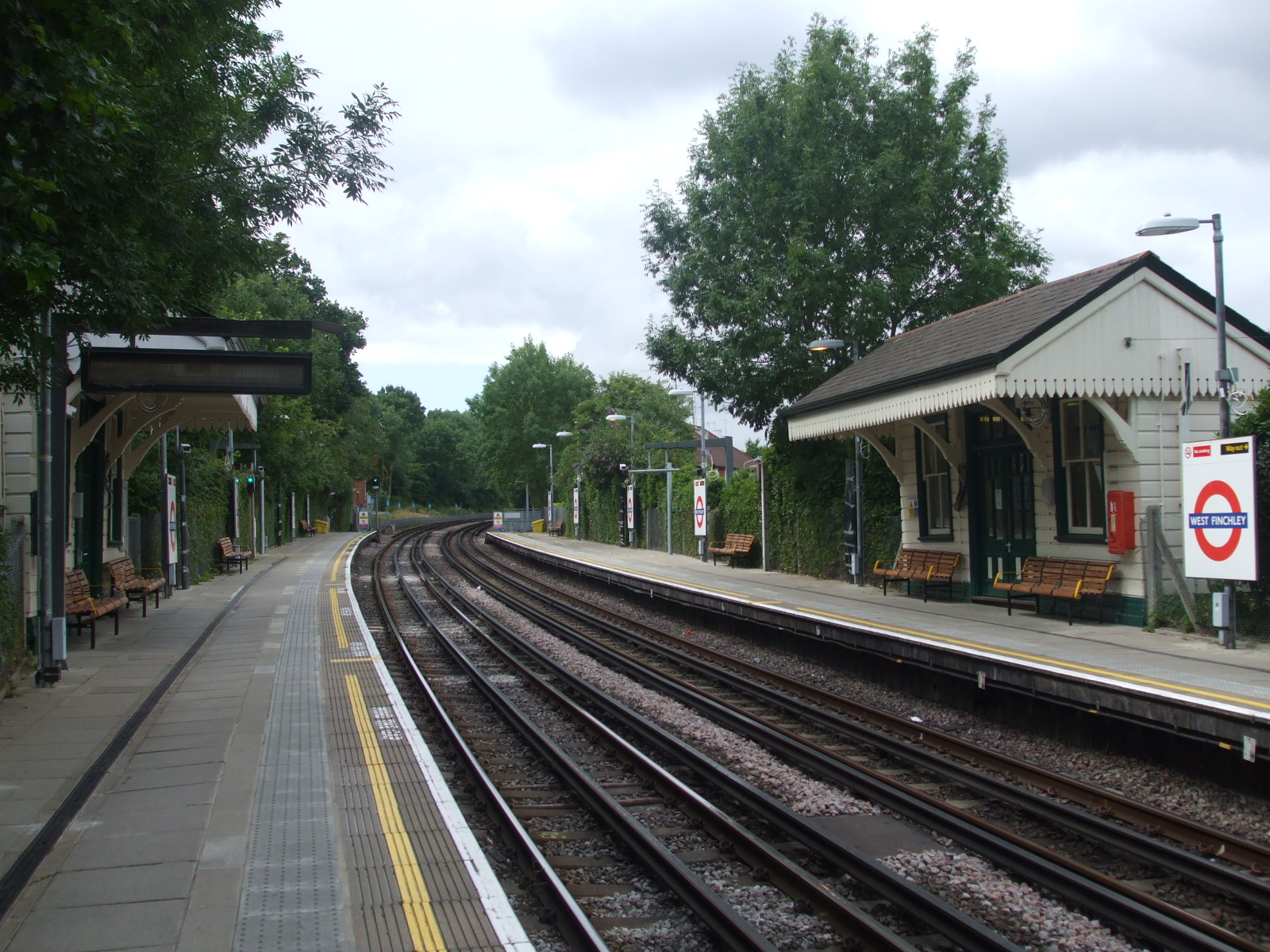
Southbound platform looking south
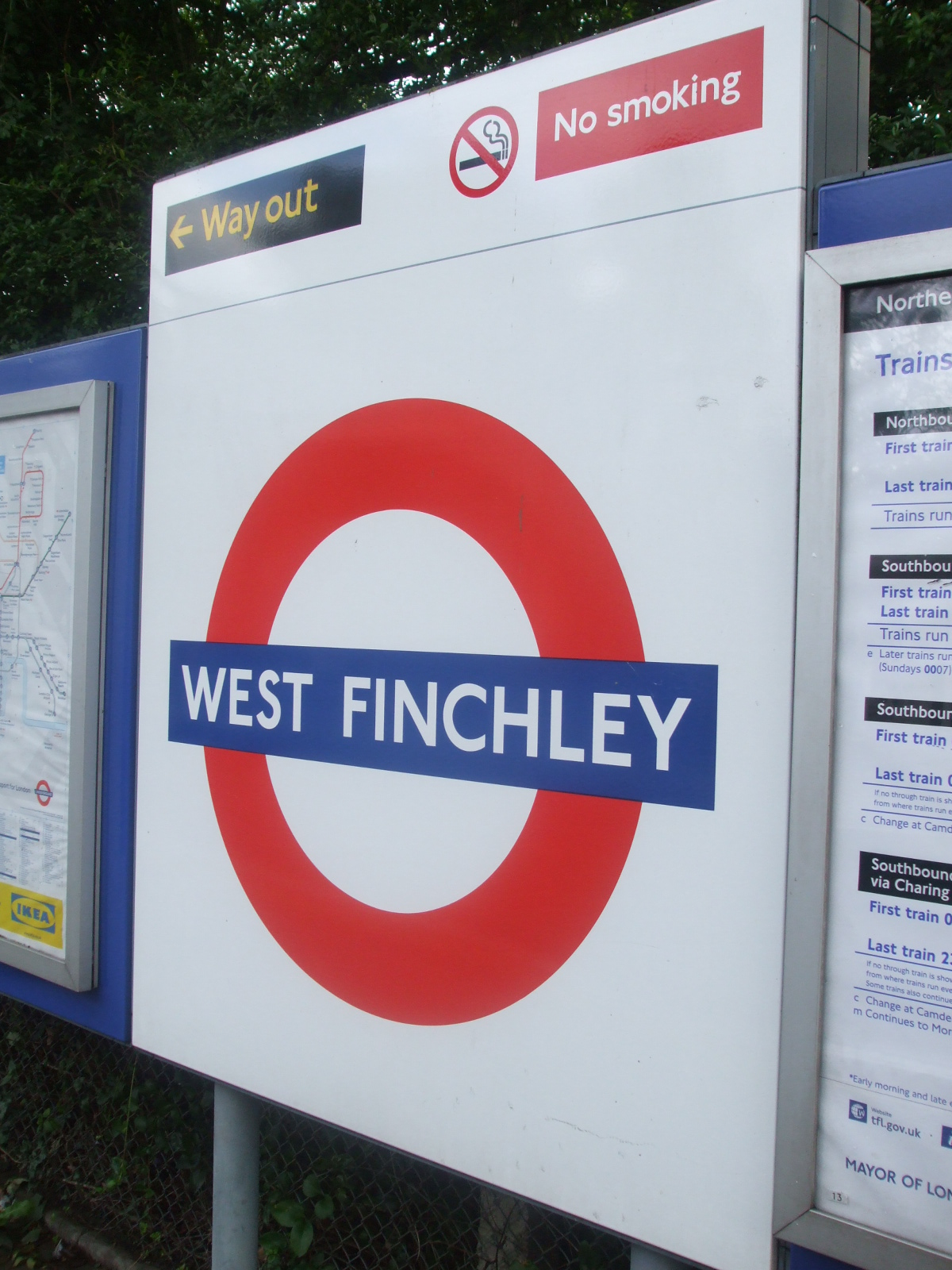
Roundel on the southbound platform